# 艾倫·貝克 (數學家)

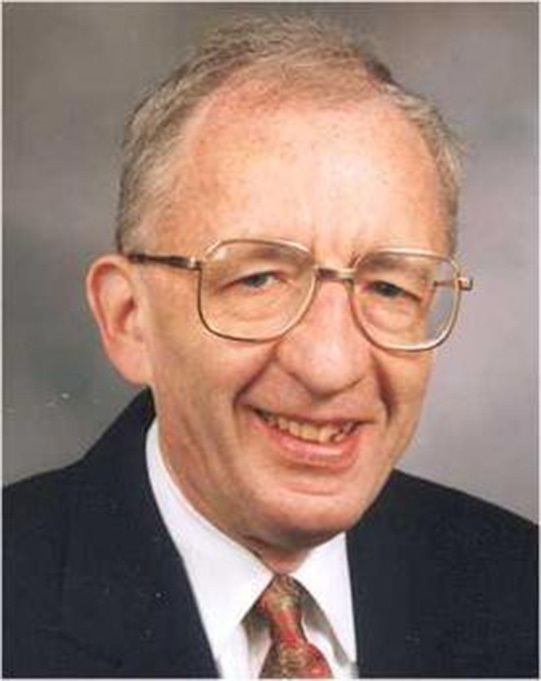
貝克

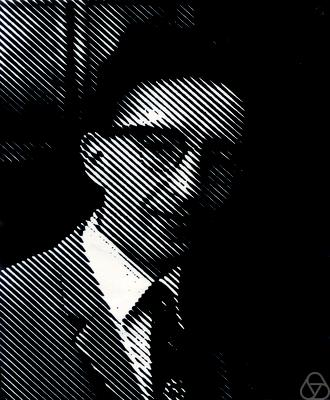
年輕時期的艾倫·貝克

艾倫·貝克（英語：Alan Baker，1939年8月19日—2018年2月4日），英國數學家，生於英國倫敦。他的興趣在數論，特別是超越數論。他於倫敦大學學院作哈羅得·達文波特的學生，開始其學術生涯，之後他轉到劍橋大學。1970年他31歲時獲得了菲爾茲獎。
2018年2月4日，他因為嚴重中風在劍橋去世。

## 工作
貝克推廣了格爾豐德-施奈德定理，而該定理本身解答了希爾伯特第七問題。貝克證明了若{\displaystyle \alpha _{1},...,\alpha _{n}}是不等於0或1的代數數，而{\displaystyle \beta _{1},..,\beta _{n}}是無理代數數，使得集合{\displaystyle \{1,\beta _{1},...,\beta _{n}\}}在有理數上線性獨立，則{\displaystyle \alpha _{1}^{\beta _{1}}\alpha _{2}^{\beta _{2}}\cdots \alpha _{n}^{\beta _{n}}}是超越數。

## 文獻
- Baker, Alan, , Mathematika, 1966, 13: 204–216, ISSN 0025-5793, MR 0220680, doi:10.1112/S0025579300003971
- Baker, Alan, , Mathematika, 1967a, 14: 102–107, ISSN 0025-5793, MR 0220680, doi:10.1112/S0025579300008068
- Baker, Alan, , Mathematika, 1967b, 14: 220–228, ISSN 0025-5793, MR 0220680, doi:10.1112/S0025579300003843
- Baker, Alan, , Cambridge Mathematical Library 2nd, Cambridge University Press, 1990, ISBN 978-0-521-39791-9, MR 0422171
- Baker, Alan; Wüstholz, G., , New Mathematical Monographs 9, Cambridge University Press, 2007, ISBN 978-0-521-88268-2, MR 2382891

## 外部連結
- 約翰·J·奧康納; 埃德蒙·F·羅伯遜, ,  （英语）
- 艾倫·貝克在數學譜系計畫的資料。